# Лесная (станция метро, Киев)
«Лесна́я» (укр. «Лісова́» (слушать)о файле) — 18-я станция Киевского метрополитена, конечная станция на Святошинско-Броварской линии. Единственная станция Киевского метро, расположенная полностью в Деснянском районе.[значимость факта?]

## История
Открыта 5 декабря 1979 года под названием «Пионерская», в честь Международного года ребёнка. Нынешнее название по расположенному рядом Лесному массиву получила со 2 февраля 1993 года. Одна из двух наиболее загруженных станций киевского метрополитена, пассажиропоток — 66,9 тыс. чел./сутки.

## Описание
Имеет два выхода, совмещенные с подземными переходами, западный — к Броварскому проспекту, улицам Попудренко и Киото, восточный — к Броварскому проспекту, улицам Киото и Маршала Жукова. Рядом со станцией находится автостанция «Дарница».
Станция наземная, расположена на открытом участке Святошинско-Броварской линии. Монолитным блоком выполнены бетонные конструкции платформы, навеса над ней и служебного здания. Подземные вестибюли выходят в подземные переходы под Броварским проспектом. Платформа соединена с вестибюлями с помощью трёх эскалаторов (первый, западный вестибюль) и двух эскалаторов и лестницы (второй, восточный вестибюль). Второй (восточный) выход построен 15 октября 2005 года. Он оборудован эскалаторами производства Крюковского вагоностроительного завода.

## Оформление
Станция построена по уникальному двухъярусному проекту — на нижнем ярусе находятся пассажирские платформы и служебные помещения, на верхнем — служебные помещения централизации. Пассажирские платформы разделены тонкими сдвоенными колоннами, облицованными белым мрамором, между которыми вмонтированы кованые решётки с цветными витражными вставками по мотивам пионерского движения. Пол составлен из тёмно-серого гранита. Первый и второй ярусы облицованы узкой плиткой светло-красного цвета, имитирующей рисунок кирпичной кладки. Окна нижнего яруса служебных помещений обрамлены белыми массивными мраморными порталами. Фасады верхнего яруса представляют собой сплошное остекление с тонкими белыми переплётами. Эти приёмы обеспечивают целостность архитектурного образа станции, которая является важным транспортно-пересадочным узлом.
15 октября 2005 года был открыт второй (восточный) подземный вестибюль, который помог разгрузить станцию. Он оборудован на подъём двумя эскалаторами с балюстрадами из нержавеющей стали и гранитной лестницей для спуска, и облицован внутри белой плиткой.

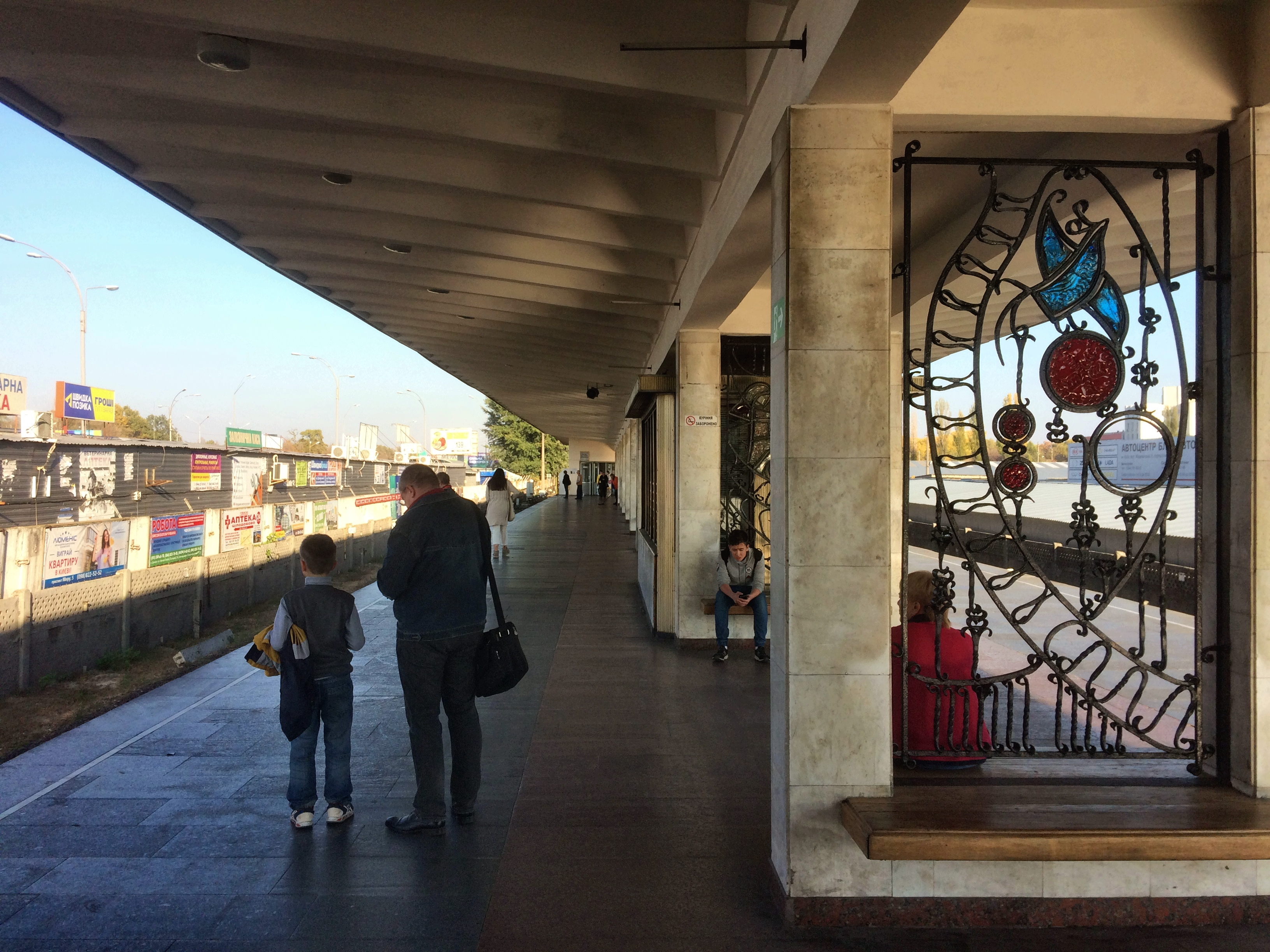
Вид станции

## Режим работы
Открытие — 5:45, закрытие — 0:02
Отправление первого поезда в направлении:

ст. «Академгородок» — 5:49
Отправление последнего поезда в направлении:

ст. «Академгородок» — 0:05
График работы актуален на мирное время.
В связи с вторжением России в Украину и введением военного времени и комендантского часа метро работает с 06:00 и до 22:30